# Coenosia submaculata
Coenosia submaculata este o specie de muște din genul Coenosia, familia Muscidae, descrisă de Wulp în anul 1891. Conform Catalogue of Life specia Coenosia submaculata nu are subspecii cunoscute.